# Frederik Buch som Dekoratør
Frederik Buch som Dekoratør er en dansk stumfilm fra 1913, der er instrueret af Sofus Wolder efter manuskript af Harriet Lehmann.

## Handling
En dekoratørsvend får til opgave at polstre en stol i et rigmandshjem, men hans arbejdsmetoder er uortodokse, og snart fyldes hjemmet af en hel stab af håndværkere.